# باچکا پلانکا
باچکا پلانکا (به صربی: Бачка Паланка) شهری در استان خودمختار وویوودینا کشور صربستان است که جمعیت آن در سال ۲۰۰۶ میلادی ۲۷٫۵۶۹ نفر بوده‌است.

## جستارهای وابسته

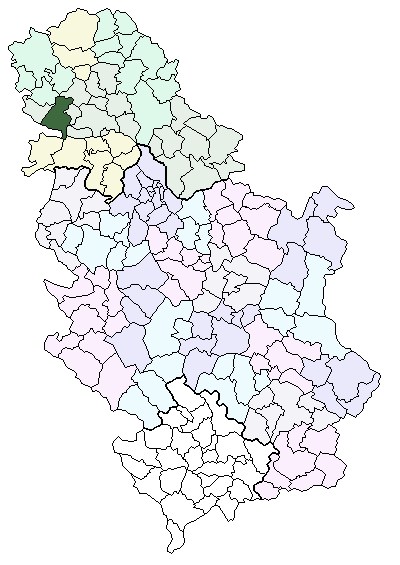